# Himavat
Theo Ấn Độ giáo, Himavat (himavant-) là tên gọi của Thần tuyết, nhân cách hoá của dãy Himalaya. Vị thần này được coi là cha của Ganga và Parvati, hai người vợ của thần Shiva.

## Từ nguyên
Trong tiếng Phạn, từ himavant- có nghĩa là "có nhiều tuyết", từ himá ("tuyết") cùng gốc với từ hiems ("mùa đông") trong tiếng Latin, cả hai đều xuất phát từ ghyem- trong ngôn ngữ Ấn-Âu nguyên thủy.